# Finlandia ai VI Giochi olimpici invernali
La Finlandia partecipò ai VI Giochi olimpici invernali, svoltisi a Oslo, Norvegia, dal 14 al 25 febbraio 1952, con una delegazione di 50 atleti impegnati in sette discipline.

## Medagliere

### Per discipline
| Sport             | Oro | Argento | Bronzo | Totale |
| ----------------- | --- | ------- | ------ | ------ |
| Sci di fondo      | 3   | 3       | 2      | 8      |
| Combinata nordica | 0   | 1       | 0      | 1      |
| Totale            | 3   | 4       | 2      | 9      |

### Medaglie
| Medaglia | Atleta                                               | Sport             | Evento             |
| -------- | ---------------------------------------------------- | ----------------- | ------------------ |
| Oro      | Veikko Hakulinen                                     | Sci di fondo      | 50 km maschile     |
| Oro      | Heikki Hasu Paavo Lonkila Urpo Korhonen Tapio Mäkelä | Sci di fondo      | Staffetta maschile |
| Oro      | Lydia Wideman                                        | Sci di fondo      | 10 km femminile    |
| Argento  | Heikki Hasu                                          | Combinata nordica | -                  |
| Argento  | Tapio Mäkelä                                         | Sci di fondo      | 18 km maschile     |
| Argento  | Eero Kolehmainen                                     | Sci di fondo      | 50 km maschile     |
| Argento  | Mirja Hietamies                                      | Sci di fondo      | 10 km femminile    |
| Bronzo   | Paavo Lonkila                                        | Sci di fondo      | 18 km maschile     |
| Bronzo   | Siiri Rantanen                                       | Sci di fondo      | 10 km femminile    |